# Docosaccus ancoratus
Docosaccus ancoratus är en svampdjursart som beskrevs av Topsent 1910. Docosaccus ancoratus ingår i släktet Docosaccus och familjen Euplectellidae. Inga underarter finns listade i Catalogue of Life.